# Cataglyphis livida
Cataglyphis livida é uma espécie de inseto do gênero Cataglyphis, pertencente à família Formicidae.